# Vevhusventilation

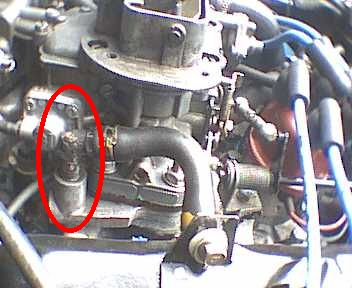
PCV-ventil, Ford Taunus V4-motorn, SAAB 96

Vevhusventilation är ett system som ventilerar ut övertrycksgaser ur en förbränningsmotors vevhus. 
Dessa gaser utgörs av förbränningsgaser som läcker förbi kolvringar och ventiltätningar. Om inte vevhuset ventilerades skulle övertrycket stiga tills en packning kollapsade med oljeläckage som följd. Dessutom innehåller förbränningsgaserna bland annat oförbrända kolväten, som kan späda ut motoroljan och minska dess livslängd. 
Vevhusventilation kan utföras öppen respektive sluten. Öppen vevhusventilation, som var vanlig fram till 1960-talet, består av ett rör från ett hål i motorblockets vägg till bilens underrede, samt ett oljepåfyllningslock med lufthål. Fartvinden som blåser förbi rörets mynning orsakar ett undertryck som suger luft genom vevhuset. Nackdelarna med denna konstruktion är att luftflödet är mindre än det borde vara och att de hälsoskadliga vevhusgaserna leds ut i atmosfären. 
Därför introducerades sluten vevhusventilation, vilken i sin enklaste form innebär att röret kopplas till motorns insugsrör och förses med en fjäderbelastad ventil. Vevhusgaserna förbränns då i motorns förbränningsrum. Denna "halvslutna" ventilation är dock inte effektiv under alla driftsförhållanden - vid fullt gaspådrag, eller då kolvringarna är slitna, kan förbränningsgaserna tränga ut genom oljepåfyllningslocket. Därför förses motorn även med en andra slang som går från en ventilkåpa till luftrenaren. Den slutna vevhusventilationen har starkt bidragit till att förlänga oljebytesintervallen på moderna motorer. I USA är det från och med årsmodell 1968 obligatoriskt med sluten vevhusventilation på personbilar. Från och med 1969 års modell är sluten vevhusventilation obligatorisk på bensindrivna personbilar i Sverige.